# Skórcz
Skórcz este un oraș în Polonia.